# Bulbus fragilis
Bulbus fragilis är en snäckart som först beskrevs av Leach 1819.  Bulbus fragilis ingår i släktet Bulbus och familjen borrsnäckor. Inga underarter finns listade i Catalogue of Life.